# Molitva
Molitva (серб. «Молитва») — третій сингл сербської попспівачки Марії Шерифович. Вийшов 27 червня 2007 року.

## Історія
Пісня «Molitva» стала першою повністю неангломовною композицією, яка здобула перемогу на Євробаченні починаючи з 1998 року.

## Інші версії
Пісня «Molitva» була перекладена та записана на три мови: російську «Молитва», англійську «Destiny», фінську «Rukoilen».

## Оригінальний текст
Ни ока да склопим,
Постеља празна тера сан,
А живот се топи
И нестаје брзо, к’о дланом о длан. 

К’о разум да губим,
Јер стварност и не примећујем,
Још увек те љубим,
Још увек ти слепо верујем.

К’о луда, не знам куда,
Љубави се нове бојим,
А дане, живе ране,
Више не бројим.

Молитва, као жар на мојим уснама је,
Молитва, место речи само име твоје.
Небо зна, као ја,
Колико пута сам поновила,
То небо зна, баш као ја,
Да је име твоје моја једина
Молитва.

Ал Богу не могу
Лагати све док се молим,
А лажем ако кажем
Да те не волим.

Молитва, као жар на мојим уснама је,
Молитва, место речи само име твоје.
Небо зна, баш као ја,
Колико пута сам поновила,
То небо зна, баш као ја,
Да је име твоје моја једина
Молитва.

И небо зна, баш као ја,
Колико пута сам поновила,
То небо зна, баш као ја,
Да је име твоје моја једина
Молитва.

Да је име твоје моја једина
Молитва.

## Список композицій
- «Molitva» (сербською мовою) — 3:03
- «Destiny» (англійською мовою) — 3:04
- «Molitva» (російською мовою) — 3:01
- «Molitva» (Magnetic Club Reload Mix Serbian Version) — 4:26
- «Destiny» (Magnetic Club Reload Mix English Version) — 4:23
- «Molitva» (Magnetic Club Reload Mix Russian Version) — 4:25
- «Molitva» (Джован Радомир Remix) — 3:38
- «Rukoilen» (фінською мовою) — 3:06
- «Molitva» (інструментальна) — 3:02